# Тихомирова, Татьяна Николаевна
Татьяна Николаевна Тихомирова (род. 10 июля 1974 года) — российский учёный-психолог, действительный член РАО (2023), доктор психологических наук (2016).

## Биография
Родилась 10 июля 1974 года в Московской области.
В 1991 году поступила на очное обучение в Московский педагогический государственный университет им. В. И. Ленина и в 1996 году окончила обучение с квалификацией учителя начальных классов с дополнительной специализацией по психологии.
С 1996 по 1998 г.г. обучалась в магистратуре Института психологического образования Республиканского центра гуманитарного образования (ныне — Государственный академический университет гуманитарных наук).
В 1998 году поступила на обучение в очную аспирантуру Государственного академического университета гуманитарных наук по специальности 19.00.01 — общая психология, психология личности, история психологии. В 2002 году защитила диссертацию на соискание ученой степени кандидата психологических наук (специальность 19.00.01 — общая психология, история психологии, психология личности) в Диссертационном совете Д 002.016.02, созданном на базе ФГБУН «Институт психологии РАН».
В период с 2010 по 2012 г.г. Т. Н. Тихомирова участвовала в программах по обмену научными сотрудниками в рамках Международного Соглашения между Британской Академией (British Academy) и Российской академией наук. Т. Н. Тихомирова стажировалась в Лаборатории индивидуальных различий в обучении Голдсмитс Университета Лондона (InLab, Goldsmiths, University of London, UK).
С 2012 по 2015 г.г. обучалась в докторантуре ФГБНУ «Психологический институт РАО» по специальности 19.00.13 — психология развития, акмеология (психологические науки). В 2016 году защитила диссертацию на соискание ученой степени доктора психологических наук «Когнитивные основы индивидуальных различий в академической успешности: структурно-функциональная модель» (специальность 19.00.13 — психология развития, акмеология (психологические науки)) в Диссертационном совете Д 008.017.01, созданном на базе ФГБНУ «Психологический институт РАО».
С 2002 по 2016 г.г. работала в должности младшего научного сотрудника, научного сотрудника, старшего научного сотрудника ФГБУН «Институт психологии РАН». С 2010 года работала в должности старшего научного сотрудника ФГБНУ «Психологический институт РАО». В настоящее время является ведущим научным сотрудником Лаборатории возрастной психогенетики ФГБНУ «Психологический институт РАО». С 2016 года по настоящее время работает в должности ведущего научного сотрудника факультета психологии Московского государственного университета имени М. В. Ломоносова.
C 2007 по 2015 г.г. Т. Н. Тихомирова являлась членом Координационного совета по делам молодежи в научной и образовательной сферах при Совете при Президенте Российской Федерации по науке и образованию. В 2013 году Т. Н. Тихомирова была избрана председателем Совета молодых ученых и специалистов Российской академии образования.
В 2018—2019 г.г. являлась руководителем Федерального ресурсного центра психологической службы в системе образования ФГБУ «Российская академия образования». В 2019—2021 г.г. работала в должности научного руководителя Федерального ресурсного центра психологической службы в системе образования. С 2022 года по настоящее время занимает должность научного руководителя Федерального ресурсного центра психологической службы в системе высшего образования ФГБУ «Российская академия образования».
С 2017 года является членом Диссертационного совета Д 008.017.01 на базе ФГБНУ «Психологический институт РАО». С 2018 по 2022 г.г. работала в составе Экспертного совета по педагогике и психологии ВАК при Минобрнауки России.
С 2020 года является членом Бюро Отделения психологии и возрастной физиологии Российской академии образования.
В 2008, 2010 и 2015 годах под руководством Т. Н. Тихомировой защищены три диссертации на соискание ученой степени кандидата психологических наук по специальностям 19.00.13 — Психология развития, акмеология (психологические науки) и 19.00.01 — Общая психология, психология личности, история психологии.
В 2017 году постановлением Президиума Российской академии образования Т. Н. Тихомировой присвоено почетное звание «Профессор РАО».
27 апреля 2017 года избрана членом-корреспондентом Российской академии образования.
В 2018 году награждена Почётной грамотой Министерства просвещения Российской Федерации за многолетний добросовестный труд.
В 2020 году удостоена Медали имени Л. С. Выготского Российской академии образования и в 2021 году — Медали имени В. В. Давыдова Российской академии образования за вклад в развитие психологической науки.
В 2021 году за научно-практическую разработку «Создание психолого-педагогических условий индивидуализации обучения в системе общего образования на основе данных о когнитивных механизмах индивидуальных различий в академической успешности» Т. Н. Тихомировой совместно с О. А. Драгановой, И. В. Кузнецовой и А. С. Малых была присуждена Премия Правительства Российской Федерации в области образования.
9 февраля 2023 года избрана действительным членом Российской академии образования.

## Научная деятельность
Теоретико-методологические и эмпирические исследования Т. Н. Тихомировой направлены на изучение универсальных и культуро-специфичных закономерностей психического развития современного школьника и решение важнейшей проблемы образования — проблемы индивидуальных различий в школьном обучении.
Исследовательское внимание Т. Н. Тихомировой сфокусировано на анализе траекторий когнитивного развития по таким важнейшим для образования показателям, как скорость переработки информации, зрительно-пространственная рабочая память, способность к оперированию несимволически и символически выраженными множествами (объекты и числа), интеллект. Анализ эмоционального развития в её исследованиях связан с изучением нейротизма, характеризующегося эмоциональной неустойчивостью и тревожными состояниями в ситуации школьного обучения, а также с эмоциональным переживанием школьником родительского отношения. При изучении личностного развития акцент делается на «Большую пятерку» личностных черт и особенности развития мотивационной сферы школьников.
Результаты исследований Т. Н. Тихомировой вносят существенный вклад в понимание важнейшей фундаментальной проблемы психологической науки — проблемы соотношения когнитивного, эмоционального и личностного развития на всем протяжении школьного обучения и учитывались при разработке методических рекомендаций по совершенствованию психологического сопровождения образования в рамках национального проекта «Образование».
Исследования Т. Н. Тихомировой поддержаны целым рядом отечественных и зарубежных научных фондов и организаций, среди которых, Российский научный фонд (2015, 2022), Российский фонд фундаментальных исследований (2009, 2017), Российский гуманитарный научный фонд (2006, 2009, 2010), Управление внешних связей РАН (2010, 2011, 2012), Британская академия (British Academy, 2011). Т. Н. Тихомирова является лауреатом Гранта Президента Российской Федерации на поддержку молодых российских ученых (2004).
Т. Н. Тихомирова является автором более 135 научных трудов по проблемам когнитивного, личностного и эмоционального развития школьников, в том числе, 56 публикаций в изданиях, индексируемых в системах научного цитирования «Web of Science» и «Scopus», из них 18 — в журналах первого квартиля (Q1). Результаты научных достижений в сфере наук об образовании Т. Н. Тихомировой регулярно публикуют высокорейтинговые международные журналы «Developmental Science», «Intelligence», «PloS ONE», «Frontiers in Psychology», «Personality and Individual Differences», «Twin Research and Human Genetics», «International Journal of Psychology» и др. Т. Н. Тихомирова — автор монографий и глав в коллективных монографиях, а также научный редактор сборников статей и материалов международных конференций.
Т. Н. Тихомирова является членом Российского психологического общества (с 2014 года), Международного общества по изучению индивидуальных различий (с 2014 года), Европейского общества когнитивной и аффективной нейронауки (с 2018 года), Международного общества по изучению интеллекта (с 2011 года) и Европейской ассоциации по психологии развития (с 2017 года).

## Награды
- Почетная грамота Министерства просвещения Российской Федерации (2018) — за многолетний добросовестный труд
- Медаль имени Л. С. Выготского Российской академии образования (2020) — за вклад в развитие психологической науки
- Медаль имени В. В. Давыдова Российской академии образования (2021) — за вклад в развитие психологической науки
- Премия Правительства Российской Федерации в области образования (2021) — за научно-практическую разработку «Создание психолого-педагогических условий индивидуализации обучения в системе общего образования на основе данных о когнитивных механизмах индивидуальных различий в академической успешности»
- Медаль Российской академии образования «За выдающиеся заслуги» (2022)
- Медаль Министерства науки и высшего образования Российской Федерации «За безупречный труд и отличие» (2023)
- Благодарственное письмо Министерства науки и высшего образования Российской академии образования (2023) — за вклад в развитие психологической науки, образования и организацию психологической помощи населению Российской Федерации